# شارف (اسم)
شارف هو اسم علم مذكر من أصل عربي، ومعناه هو اسم فاعل، بمعنى المتطلع إلى الشرف الرفيع.

## وصلات خارجية
- موسوعة السلطان قابوس لأسماء العرب نسخة محفوظة 5 أبريل 2019 على موقع واي باك مشين.